# 1991-es fedett pályás atlétikai világbajnokság
Az 1991-es fedett pályás atlétikai világbajnokságot Sevillában, Spanyolországban rendezték március 8. és március 10. között. A vb-n 26 versenyszámot rendeztek. A női hármasugrás nem volt része a világbajnokságnak.

## A magyar sportolók eredményei
Magyarország a világbajnokságon hét sportolóval képviseltette magát.

## Éremtáblázat
(A táblázatban a rendező nemzet eltérő háttérszínnel kiemelve.)
| Helyezés | Nemzet           | Arany | Ezüst | Bronz | Összesen |
| 1.       | Szovjetunió      | 7     | 6     | 5     | 18       |
| 2.       | Németország      | 6     | 1     | 2     | 9        |
| 3.       | Egyesült Államok | 4     | 1     | 2     | 7        |
| 4.       | Jamaica          | 2     | 1     | 0     | 3        |
| 5.       | Franciaország    | 1     | 1     | 1     | 3        |
| 6.       | Kína             | 1     | 1     | 0     | 2        |
| 6.       | Kenya            | 1     | 1     | 0     | 2        |
| 8.       | Svájc            | 1     | 0     | 1     | 2        |
| 9.       | Algéria          | 1     | 0     | 0     | 1        |
| 9.       | Bulgária         | 1     | 0     | 0     | 1        |
| 9.       | Írország         | 1     | 0     | 0     | 1        |
| 12.      | Spanyolország    | 0     | 3     | 1     | 4        |
| 13.      | Románia          | 0     | 2     | 3     | 5        |
| 14.      | Nagy-Britannia   | 0     | 2     | 2     | 4        |
| 15.      | Olaszország      | 0     | 1     | 3     | 4        |
| 15.      | Kuba             | 0     | 1     | 3     | 4        |
| 17.      | Ausztrália       | 0     | 1     | 0     | 1        |
| 17.      | Marokkó          | 0     | 1     | 0     | 1        |
| 17.      | Ausztria         | 0     | 1     | 0     | 1        |
| 17.      | Lengyelország    | 0     | 1     | 0     | 1        |
| 17.      | Csehszlovákia    | 0     | 1     | 0     | 1        |
| 22.      | Kanada           | 0     | 0     | 2     | 2        |
| 23.      | Nigéria          | 0     | 0     | 1     | 1        |
| 23.      | Portugália       | 0     | 0     | 1     | 1        |
| 23.      | Svédország       | 0     | 0     | 1     | 1        |
| Összesen | Összesen         | 26    | 26    | 28    | 80       |

## Érmesek
- WR – világrekord
- CR – világbajnoki rekord
- AR – kontinens rekord
- NR – országos rekord

### Férfi
| Versenyszám      | Arany                                                                        | Arany       | Ezüst                                                                               | Ezüst    | Bronz                                                                        | Bronz    |
| ---------------- | ---------------------------------------------------------------------------- | ----------- | ----------------------------------------------------------------------------------- | -------- | ---------------------------------------------------------------------------- | -------- |
| 60 m             | Andre Cason · Egyesült Államok                                               | 6,54        | Linford Christie · Nagy-Britannia                                                   | 6,55     | Chidi Imo · Nigéria                                                          | 6,60     |
| 200 m            | Nikolaj Antonov · Bulgária                                                   | 20,67       | Linford Christie · Nagy-Britannia                                                   | 20,72    | Ade Mafe · Nagy-Britannia                                                    | 20,92    |
| 400 m            | Devon Morris · Jamaica                                                       | 46,17       | Samson Kitur · Kenya                                                                | 46,21    | Cayetano Cornet · Spanyolország                                              | 46,52    |
| 800 m            | Paul Ereng · Kenya                                                           | 1:47,08     | Tomás de Teresa · Spanyolország                                                     | 1:47,82  | Simon Hoogewerf · Kanada                                                     | 1:47,88  |
| 1500 m           | Noureddine Morceli · Algéria                                                 | 3:41,57     | Fermín Cacho · Spanyolország                                                        | 3:42,68  | Mário Silva · Portugália                                                     | 3:43,85  |
| 3000 m           | Frank O'Mara · Írország                                                      | 7:41,14 CR  | Hammou Boutayeb · Marokkó                                                           | 7:43,64  | Robert Denmark · Nagy-Britannia                                              | 7:43,90  |
| 60 m gát         | Greg Foster · Egyesült Államok                                               | 7,45        | Igors Kazanovs · Szovjetunió                                                        | 7,47     | Mark McKoy · Kanada                                                          | 7,49     |
| Magasugrás       | Hollis Conway · Egyesült Államok                                             | 240 cm      | Artur Partyka · Lengyelország                                                       | 237 cm   | Javier Sotomayor · Kuba                                                      | 231 cm   |
| Magasugrás       | Hollis Conway · Egyesült Államok                                             | 240 cm      | Artur Partyka · Lengyelország                                                       | 237 cm   | Alekszej Jemelin · Szovjetunió                                               | 231 cm   |
| Rúdugrás         | Szergej Bubka · Szovjetunió                                                  | 600 cm      | Viktor Rizsenkov · Szovjetunió                                                      | 580 cm   | Salbert Ferenc · Franciaország                                               | 570 cm   |
| Távolugrás       | Dietmar Haaf · Németország                                                   | 815 cm      | Jaime Jefferson · Kuba                                                              | 804 cm   | Giovanni Evangelisti · Olaszország                                           | 793 cm   |
| Hármasugrás      | Igor Lapsin · Szovjetunió                                                    | 17,31 m     | Leonyid Volosin · Szovjetunió                                                       | 17,04 m  | Tord Henriksson · Svédország                                                 | 16,80 m  |
| Súlylökés        | Werner Günthör · Svájc                                                       | 21,17 m     | Klaus Bodenmüller · Ausztria                                                        | 20,42 m  | Ron Backes · Egyesült Államok                                                | 20,06 m  |
| 5000 m gyaloglás | Mihail Scsennyikov · Szovjetunió                                             | 18:23,55 CR | Giovanni De Benedictis · Olaszország                                                | 18:23,60 | Franc Kosztyjukevics · Szovjetunió                                           | 18:47,05 |
| 4 × 400 m váltó  | Németország · Rico Lieder · Jens Carlowitz · Karsten Just · Thomas Schönlebe | 3:03,05     | Egyesült Államok · Raymond Pierre · Charles Jenkins · Andrew Valmon · Antonio McKay | 3:03,24  | Olaszország · Marco Vaccari · Vito Petrella · Alessandro Aimar · Andrea Nuti | 3:05,51  |

### Női
| Versenyszám      | Arany                                                                             | Arany       | Ezüst                                                                                          | Ezüst    | Bronz                                                                           | Bronz    |
| ---------------- | --------------------------------------------------------------------------------- | ----------- | ---------------------------------------------------------------------------------------------- | -------- | ------------------------------------------------------------------------------- | -------- |
| 60 m             | Irina Szergejeva · Szovjetunió                                                    | 7,02 CR     | Merlene Ottey · Jamaica                                                                        | 7,08     | Liliana Allen · Kuba                                                            | 7,12 NR  |
| 200 m            | Merlene Ottey · Jamaica                                                           | 22,24 CR    | Irina Szergejeva · Szovjetunió                                                                 | 22,41    | Grit Breuer · Németország                                                       | 22,58    |
| 400 m            | Diane Dixon · Egyesült Államok                                                    | 50,64 CR    | Sandra Myers · Spanyolország                                                                   | 50,99    | Anita Protti · Svájc                                                            | 51,41 NR |
| 800 m            | Christine Wachtel · Németország                                                   | 2:01,51     | Violeta Beclea · Románia                                                                       | 2:01,75  | Kovács Ella · Románia                                                           | 2:01,79  |
| 1500 m           | Ljudmila Rogacsova · Szovjetunió                                                  | 4:05,09     | Ivana Kubešová · Csehszlovákia                                                                 | 4:06,22  | Tudorita Chidu · Románia                                                        | 4:06,27  |
| 3000 m           | Marie-Pierre Duros · Franciaország                                                | 8:50,69     | Margareta Keszeg · Románia                                                                     | 8:51,51  | Ljubov Kremljova · Szovjetunió                                                  | 8:51,90  |
| 60 m gát         | Ljudmila Narozsilenko · Szovjetunió                                               | 7,88        | Monique Ewanje · Franciaország                                                                 | 7,90     | Aliuska López · Kuba                                                            | 8,03     |
| 60 m gát         | Ljudmila Narozsilenko · Szovjetunió                                               | 7,88        | Monique Ewanje · Franciaország                                                                 | 7,90     | Ligyija Jurkova · Szovjetunió                                                   | 8,03     |
| Magasugrás       | Heike Henkel · Németország                                                        | 200 cm      | Tamara Bikova · Szovjetunió                                                                    | 197 cm   | Heike Balck · Németország                                                       | 194 cm   |
| Távolugrás       | Larisza Berezsnaja · Szovjetunió                                                  | 684 cm      | Heike Drechsler · Németország                                                                  | 682 cm   | Marieta Ilcu · Románia                                                          | 674 cm   |
| Súlylökés        | Sui Xinmei · Kína                                                                 | 20,54 m CR  | Huang Zhihong · Kína                                                                           | 20,33 m  | Natalja Liszovszkaja · Szovjetunió                                              | 20,00 m  |
| 3000 m gyaloglás | Beate Anders · Németország                                                        | 11:50,90 CR | Kerry Saxby · Ausztrália                                                                       | 12:03,21 | Ileana Salvador · Olaszország                                                   | 12:07,67 |
| 4 × 400 m váltó  | Németország · Sandra Seuser · Katrin Schreiter · Annett Hesselbarth · Grit Breuer | 3:27,22     | Szovjetunió · Marina Smonyina · Ljudmila Dzsigalova · Margarita Ponomarjova · Aelita Jurcsenko | 3:27,95  | Egyesült Államok · Terri Dendy · Lillie Leatherwood · Jearl Miles · Diane Dixon | 3:29,00  |

## Nem hivatalos versenyszám
| Versenyszám     | Arany                        | Arany      | Ezüst             | Ezüst   | Bronz                       | Bronz   |
| --------------- | ---------------------------- | ---------- | ----------------- | ------- | --------------------------- | ------- |
| Női hármasugrás | Inessa Kravets · Szovjetunió | 14,44 m CR | Li Huirong · Kína | 13,98 m | Sofiya Bozhanova · Bulgária | 13,62 m |